# Double Barrel
Double Barrel is een reggae-single afkomstig van het gelijknamige album uit 1970/'71 van het duo Dave & Ansel Collins (hoewel in zowel het VK als de VS toegeschreven aan 'Dave and Ansil Collins'). Het was de tweede reggaetune die bovenaan de Britse hitlijsten stond, twee jaar na Desmond Dekkers nummer 1 ska-doorbraakhit Israelites. De plaat bereikte nummer 1 op de UK Singles Chart gedurende de eerste twee weken van mei 1971, met een verkoop van 300.000 exemplaren. In de VS piekte het nummer op nummer 22 in de Billboard Hot 100 op 7 augustus 1971 en nummer 4 op WLS op 28 juni 1971.
Geschreven en geproduceerd door Winston Riley, voormalig zanger van The Techniques, bevatte de single de zang van Dave Barker, die al zo'n vijf jaar op Jamaica opnamen maakte, voornamelijk voor Clement "Coxsone" Dodd en Lee Perry. Dit nummer was het eerste optreden op de plaat van Sly Dunbar, later bekend van Sly and Robbie, op drums. Hij was toen pas 18. Een aanzienlijk deel van de melodie vertoont een sterke gelijkenis met het nummer "Party Time" uit 1967 van Ramsey Lewis (op Chess). Vanaf het allereerste begin van de koude intro, worden de teksten overal onderbroken door de ongebruikelijke bewering "I am the magnifent W-O-O-O" (en varianten daarvan), maar de titel klinkt nooit. Het nummer is gecoverd door latere ska-acts als The Selecter en The Specials. In 1972 werd een sample van het nummer opgenomen in de top tien van hit "Convention '72" van The Delegates.
In Nederland behaalde de single in 1971 de eerste plaats in de Top 40.

## Hitnoteringen

### Nederlandse Top 40
| Hitnotering: 29-05-1971 t/m 31-07-1971 | Hitnotering: 29-05-1971 t/m 31-07-1971 | Hitnotering: 29-05-1971 t/m 31-07-1971 | Hitnotering: 29-05-1971 t/m 31-07-1971 | Hitnotering: 29-05-1971 t/m 31-07-1971 | Hitnotering: 29-05-1971 t/m 31-07-1971 | Hitnotering: 29-05-1971 t/m 31-07-1971 | Hitnotering: 29-05-1971 t/m 31-07-1971 | Hitnotering: 29-05-1971 t/m 31-07-1971 | Hitnotering: 29-05-1971 t/m 31-07-1971 | Hitnotering: 29-05-1971 t/m 31-07-1971 | Hitnotering: 29-05-1971 t/m 31-07-1971 |
| Week                                   | 1                                      | 2                                      | 3                                      | 4                                      | 5                                      | 6                                      | 7                                      | 8                                      | 9                                      | 10                                     |                                        |
| -------------------------------------- | -------------------------------------- | -------------------------------------- | -------------------------------------- | -------------------------------------- | -------------------------------------- | -------------------------------------- | -------------------------------------- | -------------------------------------- | -------------------------------------- | -------------------------------------- | -------------------------------------- |
| Nummer                                 | 20                                     | 12                                     | 5                                      | 1                                      | 1                                      | 1                                      | 3                                      | 6                                      | 10                                     | 25                                     | uit                                    |

### Daverende Dertig
| Hitnotering: 22-05-1971 t/m 31-07-1971 | Hitnotering: 22-05-1971 t/m 31-07-1971 | Hitnotering: 22-05-1971 t/m 31-07-1971 | Hitnotering: 22-05-1971 t/m 31-07-1971 | Hitnotering: 22-05-1971 t/m 31-07-1971 | Hitnotering: 22-05-1971 t/m 31-07-1971 | Hitnotering: 22-05-1971 t/m 31-07-1971 | Hitnotering: 22-05-1971 t/m 31-07-1971 | Hitnotering: 22-05-1971 t/m 31-07-1971 | Hitnotering: 22-05-1971 t/m 31-07-1971 | Hitnotering: 22-05-1971 t/m 31-07-1971 | Hitnotering: 22-05-1971 t/m 31-07-1971 | Hitnotering: 22-05-1971 t/m 31-07-1971 |
| Week                                   | 1                                      | 2                                      | 3                                      | 4                                      | 5                                      | 6                                      | 7                                      | 8                                      | 9                                      | 10                                     | 11                                     |                                        |
| -------------------------------------- | -------------------------------------- | -------------------------------------- | -------------------------------------- | -------------------------------------- | -------------------------------------- | -------------------------------------- | -------------------------------------- | -------------------------------------- | -------------------------------------- | -------------------------------------- | -------------------------------------- | -------------------------------------- |
| Nummer                                 | 24                                     | 17                                     | 9                                      | 4                                      | 1                                      | 1                                      | 1                                      | 5                                      | 7                                      | 8                                      | 16                                     | uit                                    |